# Martin Høyem
Martin Høyem (Trondheim, 16 gennaio 1982) è un calciatore norvegese, di ruolo difensore.

## Carriera

### Club

#### Gli inizi al Rosenborg
Høyem cominciò la carriera professionistica con la maglia del Rosenborg. Giocò inizialmente per la squadra riserve del club, ma a giugno 2001 fu aggregato alla formazione titolare. Il difensore, pur considerato promettente, non ebbe spazio nella prima squadra. L'ingaggio di Torjus Hansén gli fece perdere altre posizioni nelle gerarchie. Nel 2003 giocò alcune amichevoli, ma dovette poi operarsi al ginocchio, rimanendo ancora fuori dalle scelte tecniche.

#### Il passaggio al Molde
Høyem accettò allora un contratto biennale offertogli dal Molde. Esordì in squadra il 14 agosto 2003, in un incontro valido per la Coppa UEFA 2003-2004: sostituì Tobias Carlsson nel successo casalingo sul KI, con il punteggio di 2-0. Fu l'unico incontro disputato dal calciatore in stagione. Per il debutto nell'Eliteserien dovette attendere il 12 aprile 2004, quando subentrò a Trond Strande nella vittoria per 2-0 sul Lyn Oslo. Rimase in squadra fino al termine del campionato 2005, collezionando 18 apparizioni nella massima divisione norvegese.

#### L'esperienza allo Strømsgodset
Nel 2006, firmò un contratto con lo Strømsgodset, club militante in 1. divisjon. Non giocò però alcun incontro con questa casacca.

## Statistiche

### Presenze e reti nei club
Statistiche aggiornate al 30 ottobre 2011.
| Stagione         | Club             | Campionato       | Campionato | Campionato | Coppe nazionali | Coppe nazionali | Coppe nazionali | Coppe continentali | Coppe continentali | Coppe continentali | Supercoppe | Supercoppe | Supercoppe | Totale | Totale |
| Stagione         | Club             | Comp             | Pres       | Reti       | Comp            | Pres            | Reti            | Comp               | Pres               | Reti               | Comp       | Pres       | Reti       | Pres   | Reti   |
| ---------------- | ---------------- | ---------------- | ---------- | ---------- | --------------- | --------------- | --------------- | ------------------ | ------------------ | ------------------ | ---------- | ---------- | ---------- | ------ | ------ |
| 2001             | Rosenborg        | ES               | 0          | 0          | CN              | 0               | 0               | UCL                | 0                  | 0                  | -          | -          | -          | 0      | 0      |
| 2002             | Rosenborg        | ES               | 0          | 0          | CN              | 0               | 0               | UCL                | 0                  | 0                  | -          | -          | -          | 0      | 0      |
| gen.-ago. 2003   | Rosenborg        | ES               | 0          | 0          | CN              | 0               | 0               | UCL                | -                  | -                  | -          | -          | -          | 0      | 0      |
| Totale Rosenborg | Totale Rosenborg | Totale Rosenborg | 0          | 0          |                 | 0               | 0               |                    | 0                  | 0                  |            | -          | -          | 0      | 0      |
| ago.-dic. 2003   | Molde            | ES               | 0          | 0          | CN              | 0               | 0               | CU                 | 1                  | 0                  | -          | -          | -          | 1      | 0      |
| 2004             | Molde            | ES               | 15         | 0          | CN              | 3               | 0               | -                  | -                  | -                  | -          | -          | -          | 18     | 0      |
| 2005             | Molde            | ES               | 3          | 0          | CN              | 2               | 0               | -                  | -                  | -                  | -          | -          | -          | 5      | 0      |
| Totale Molde     | Totale Molde     | Totale Molde     | 18         | 0          |                 | 5               | 0               |                    | 1                  | 0                  |            | -          | -          | 24     | 0      |
| 2006             | Strømsgodset     | 1D               | 0          | 0          | CN              | 0               | 0               | -                  | -                  | -                  | -          | -          | -          | 0      | 0      |
| Totale           | Totale           | Totale           | 18         | 0          |                 | 5               | 0               |                    | 1                  | 0                  |            | -          | -          | 24     | 0      |